# پنتاگون (گروه موسیقی)
پنتاگون (انگلیسی: Pentagon; کره‌ای: 펜타곤; به اختصار: PTG) گروه پسرانهٔ چند ملیتی اهل کره جنوبی است و توسط کیوب انترتینمنت در سال ۲۰۱۶ شکل گرفته‌است. این گروه نه عضو دارد: جین‌هو، هویی، هونگ‌سوک، شین‌وون، یو وان، یان آن، یوتو، کینو و ووسوک. این گروه در ابتدا ده نفره بود و دان در ۱۴ نوامبر ۲۰۱۸، گروه و کمپانی کیوب انترتینمنت را ترک کرد. پنتاگون از طریق برنامه واقع‌نمای شبکه ام‌نت به نام پنتاگون میکر معرفی شد. پنتاگون در ۱۰ اکتبر ۲۰۱۶ با انتشار اولین آلبوم چندآهنگه خود به نام پنتاگون فعالیتش را آغاز کرد.

## نام
نام پنتاگون اشاره به تبدیل شدن به یک گروه کامل با پنج رکنی که به عنوان یک آیدل باید داشته باشند، دارد: وکال/رپ، رقص، کار تیمی، استعداد و طرز فکر.

## تاریخچه

### پیش از آغاز فعالیت
در سال ۲۰۱۰، هویی پس از برنده شدن جایگاه اول در دور فینال هفتمین ادیشن جی‌وای‌پی، کارآموز جی‌وای‌پی انترتینمنت شد. او همچنین در اولین فصل رقابت‌های آیدل چینی شرکت کرد اما برنده نشد. کینو یکی از اعضای گروه رقص اوربن بویز بود. در دسامبر ۲۰۱۳، هویی، دان، یو وان و کینو در استیج رقص ویژه در فستیوال آهنگ کی‌بی‌اس شرکت کردند. در فوریه ۲۰۱۴، دان و کینو در اولین کنسرت جیرایو تانگسریسوک به نام «جیمز جی مانکی کینگ فن میتینگ» رقصیدند. جین‌هو تحت نام هنری «جینو» به عنوان یکی از اعضای اس.ام. بالاد فعالیت خود را آغاز کرد. هونگ‌سوک در ریلتی شوی ام‌نت و وای‌جی انترتینمنت به نام میکس اند مچ شرکت کرد. در نهایت، او نتوانست عضو گروه پسرانهٔ برنده یعنی آیکن بشود. او و جین‌هو در سال ۲۰۱۵ به کیوب انترتینمنت پیوستند. یان آن و یوتو در سال ۲۰۱۴ در «ادیشن جهانی کیوب استار» پذیرفته شدند و کارآموزهای کیوب انترتینمنت شدند. در فوریه ۲۰۱۵، جین‌هو و هویی در گروه پروژه وکال به نام «بچه‌های سورین‌دونگ» (서린동 아이들) شرکت کردند و آهنگ کلاسیک سال ۱۹۹۴ از لی وون جین و ریو کوم دوک به نام «For All the New Lovers» را بازخوانی کردند.
در ۳۱ دسامبر ۲۰۱۵، کیوب انترتینمنت از دبیوی گروه جدید خود پس از گروه‌های هایلایت و بی‌توبی به نام پنتاگون خبر داد.

### ۲۰۱۶:پنتاگون میکر، آغاز فعالیت باپنتاگونوپنج حسو آغاز فعالیت ژاپنی
در ۲۶ آوریل ۲۰۱۶، کیوب انترتینمنت پنتاگون را با تریلر «Come into the World» معرفی کرد. توییتر، فیس‌بوک و سینا ویبوی رسمی این گروه در همان روز باز شدند.

## اعضا
اطلاعات برگرفته از پروفایل ناور آنها است.
اعضای فعلی
- جین‌هو (진호) – وکالیست[۲۵][۲۶]
- هویی (후이) – لیدر، وکالیست، دنسر[۲۷][۲۸]
- هونگ‌سوک (홍석) – وکالیست[۲۵][۲۶]
- شین‌وون (신원) – وکالیست[۲۵][۲۶][۲۹]
- یو وان (여원) – وکالیست[۳۰][۳۱]
- یان آن (옌안) – وکالیست[۲۵][۲۶]
- یوتو (유토) – رپر، دنسر، وکالیست[۲۵][۲۶][۳۲]
- کینو (키노) – دنسر، وکالیست، رپر[۲۵][۲۶][۳۳][۳۴]
- ووسوک (우석) – رپر، وکالیست[۲۵][۲۶][۳۵]

اعضای پیشین
- دان (이던) – رپر، دنسر[۲۵][۲۶] (۲۰۱۶–۲۰۱۸)

## فیلم‌شناسی

### ورایتی شو
- راه پادشاهی (ام‌نت، ۲۰۲۰)

### ریلتی شو
- پنتاگون میکر (ام‌نت ام۲, ۲۰۱۶)
- پنتوری  (ناور وی اپ، یوتیوب، ۲۰۱۶–اکنون)
- کتاب درسی پنتاگون (ناور وی اپ، ۲۰۱۶–۲۰۱۸)
- زندگی خصوصی پنتاگون  (ام‌بی‌سی هه‌یو تی‌وی، ۲۰۱۶–۲۰۱۷)
- Pentagon's To Do List (ناور وی اپ، ۲۰۱۷)
- تی‌ان‌ال پنتاگون (پنجشنبه شب زنده) (ناور وی اپ، ۲۰۱۷) (یوتیوب، ۲۰۱۹)
- Just Do It Yo! (یوتیوب، ۲۰۱۸–اکنون)
- Pentagon X Star Road (ناور وی اپ، ۲۰۱۹–۲۰۲۰)[۳۶]

### درام
- اسپارک (ناور تی‌وی، ۲۰۱۶)
- دوران جوانی ۲ (جی‌تی‌بی‌سی، ۲۰۱۷)